# Ulrich Wenning
Ulrich Wenning – niemiecki brydżysta.
Ulrich Wenning był członkiem komitetu organizacyjnego 2. Europejskich Mistrzostw Europy Juniorów w Oberreifenbergu w roku 1993 oraz 5. Europejskich Mistrzostw Mikstów w Akwizgranie w roku 1998. Był także członkiem komitetu apelacyjnego 5. Europejskich Mistrzostw Mikstów w Akwizgranie w roku 1998.
W latach 2010—2012 był członkiem Komisji Dyscyplinarnej WBF (WBF Disciplinary Commission) oraz Panelu Słuchu Komitetu Antydopingowego (WBF Doping Hearing Panel Committee).

## Wyniki brydżowe

### Olimpiady
Na olimpiadach uzyskał następujące rezultaty:
| Olimpiady brydżowe. Zawody teamów | Olimpiady brydżowe. Zawody teamów | Olimpiady brydżowe. Zawody teamów | Olimpiady brydżowe. Zawody teamów | Olimpiady brydżowe. Zawody teamów | Olimpiady brydżowe. Zawody teamów |
| Rok                               | Miejsce                           | Zawody                            | Kategoria                         | Drużyna                           | Pozycja                           |
| --------------------------------- | --------------------------------- | --------------------------------- | --------------------------------- | --------------------------------- | --------------------------------- |
| 2012                              | Lille                             | 2. Olimpiada Sportów Umysłowych   | Seniorzy                          | Germany                           | 9                                 |

### Zawody światowe
W światowych zawodach zdobył następujące lokaty:
| Mistrzostwa Świata. Konkurencja teamów | Mistrzostwa Świata. Konkurencja teamów | Mistrzostwa Świata. Konkurencja teamów          | Mistrzostwa Świata. Konkurencja teamów | Mistrzostwa Świata. Konkurencja teamów | Mistrzostwa Świata. Konkurencja teamów |
| Rok                                    | Miejsce                                | Zawody                                          | Kategoria                              | Drużyna                                | Pozycja                                |
| -------------------------------------- | -------------------------------------- | ----------------------------------------------- | -------------------------------------- | -------------------------------------- | -------------------------------------- |
| 2013                                   | Nusa Dua                               | 41. Mistrzostwa Świata Teamów                   | Seniorzy                               | Germany                                | 1                                      |
| 2012                                   | Lille                                  | 5. Otwarte Mistrzostwa Świata Teamów Mikstowych | Seniorzy                               | German Seniors                         | 37                                     |
| 2011                                   | Veldhoven                              | 40. Mistrzostwa Świata Teamów                   | Trans                                  | Germany Green                          | 112                                    |
| 2011                                   | Veldhoven                              | 40. Mistrzostwa Świata Teamów                   | Seniorzy                               | Germany                                | 5                                      |
| 2002                                   | Montreal                               | 11. Mistrzostwa Świata                          | Open                                   | Wenning                                | 129                                    |
| 1998                                   | Lille                                  | 10. Mistrzostwa Świata                          | Open                                   | Marsal                                 | 9                                      |
| 1996                                   | Rodos                                  | 1. Mistrzostwa Świata Teamów Mikstowych         | Miksty                                 | Wenning                                | 71                                     |
| 1994                                   | Albuquerque                            | 9. Mistrzostwa Świata                           | Open                                   | Hausler                                | 17                                     |

| Mistrzostwa Świata. Konkurencja par | Mistrzostwa Świata. Konkurencja par | Mistrzostwa Świata. Konkurencja par | Mistrzostwa Świata. Konkurencja par | Mistrzostwa Świata. Konkurencja par | Mistrzostwa Świata. Konkurencja par |
| Rok                                 | Miejsce                             | Zawody                              | Kategoria                           | Partner                             | Pozycja                             |
| ----------------------------------- | ----------------------------------- | ----------------------------------- | ----------------------------------- | ----------------------------------- | ----------------------------------- |
| 2010                                | Filadelfia                          | 13. Mistrzostwa Świata              | Miksty                              | Karin Wenning                       | 112                                 |
| 2010                                | Filadelfia                          | 13. Mistrzostwa Świata              | Open                                | Hans Frerichs                       | 239                                 |
| 2010                                | Filadelfia                          | 13. Mistrzostwa Świata              | Open IMP                            | Hans Frerichs                       | 102                                 |
| 2006                                | Werona                              | 12. Mistrzostwa Świata              | Open IMP                            | Hans Frerichs                       | 39                                  |
| 2006                                | Werona                              | 12. Mistrzostwa Świata              | Miksty                              | Karin Wenning                       | 201                                 |
| 2006                                | Werona                              | 12. Mistrzostwa Świata              | Open                                | Hans Frerichs                       | 326                                 |
| 2002                                | Montreal                            | 11. Mistrzostwa Świata              | Open                                | Hans Frerichs                       | 254                                 |
| 2002                                | Montreal                            | 11. Mistrzostwa Świata              | Miksty                              | Karin Wenning                       | 114                                 |
| 1990                                | Genewa                              | 8. Mistrzostwa Świata               | Open                                | Hans Frerichs                       | 67                                  |
| 1982                                | Biarritz                            | 6. Mistrzostwa Świata               | Open                                | Hans Frerichs                       | 38                                  |

### Zawody europejskie
W europejskich zawodach zdobył następujące lokaty:
| Zawody europejskie. Konkurencja teamów | Zawody europejskie. Konkurencja teamów | Zawody europejskie. Konkurencja teamów | Zawody europejskie. Konkurencja teamów | Zawody europejskie. Konkurencja teamów | Zawody europejskie. Konkurencja teamów |
| Rok                                    | Miejsce                                | Zawody                                 | Kategoria                              | Drużyna                                | Pozycja                                |
| -------------------------------------- | -------------------------------------- | -------------------------------------- | -------------------------------------- | -------------------------------------- | -------------------------------------- |
| 2012                                   | Dublin                                 | 51. Mistrzostwa Europy Teamów          | Seniorzy                               | Germany                                | 5                                      |
| 2010                                   | Ostenda                                | 50. Mistrzostwa Europy Teamów          | Seniorzy                               | Germany                                | 5                                      |
| 2003                                   | Mentona                                | 1. Otwarte Mistrzostwa Europy          | Open                                   | Frerichs                               | 85                                     |
| 2003                                   | Mentona                                | 1. Otwarte Mistrzostwa Europy          | Miksty                                 | Gramberg                               | 9                                      |
| 2002                                   | Ostenda                                | 7. Mistrzostwa Europy Mikstów          | Miksty                                 | Marsal                                 | 56                                     |
| 1999                                   | Malta                                  | 44. Mistrzostwa Europy Teamów          | Open                                   | Germany                                | 18                                     |
| 1994                                   | Barcelona                              | 3. Mistrzostwa Europy Mikstów          | Miksty                                 | Nehmert                                | 34                                     |
| 1992                                   | Ostenda                                | 2. Mistrzostwa Europy Mikstów          | Miksty                                 | Marsal                                 | 16                                     |
| 1990                                   | Bordeaux                               | 1. Mistrzostwa Europy Mikstów          | Miksty                                 | Nehmert                                | 52                                     |
| 1987                                   | Brighton                               | 38. Mistrzostwa Europy Teamów          | Open                                   | Germany                                | 17                                     |

| Zawody europejskie. Konkurencja par | Zawody europejskie. Konkurencja par | Zawody europejskie. Konkurencja par | Zawody europejskie. Konkurencja par | Zawody europejskie. Konkurencja par | Zawody europejskie. Konkurencja par |
| Rok                                 | Miejsce                             | Zawody                              | Kategoria                           | Partner                             | Pozycja                             |
| ----------------------------------- | ----------------------------------- | ----------------------------------- | ----------------------------------- | ----------------------------------- | ----------------------------------- |
| 2003                                | Mentona                             | 1. Otwarte Mistrzostwa Europy       | Mikst                               | Karin Wenning                       | 320                                 |
| 2002                                | Ostenda                             | 7. Mistrzostwa Europy Mikstów       | Mikst                               | Karin Wenning                       | 114                                 |
| 1998                                | Akwizgran                           | 5. Mistrzostwa Europy Mikstów       | Mikst                               | Karin Wenning                       | 220                                 |
| 1994                                | Barcelona                           | 3. Mistrzostwa Europy Mikstów       | Miksty                              | Karin Wenning                       | 65                                  |
| 1993                                | Bielefeld                           | 7. Mistrzostwa Europy Par           | Open                                | Hans Frerichs                       | 88                                  |
| 1992                                | Ostenda                             | 2. Mistrzostwa Europy Mikstów       | Mikst                               | Karin Wenning                       | 48                                  |
| 1990                                | Bordeaux                            | 1. Mistrzostwa Europy Mikstów       | Mikst                               | Karin Wenning                       | 225                                 |
| 1987                                | Paryż                               | 4. Mistrzostwa Europy Par           | Open                                | Hans Frerichs                       | 134                                 |

## Klasyfikacja
- Ulrich Wenning – klasyfikacja WBF (ang.)
- Ulrich Wenning – klasyfikacja EBL (ang.)